# King's Quest V: Absence Makes the Heart Go Yonder!
 (décembre 2014).
Si vous disposez d'ouvrages ou d'articles de référence ou si vous connaissez des sites web de qualité traitant du thème abordé ici, merci de compléter l'article en donnant les références utiles à sa vérifiabilité et en les liant à la section « Notes et références ».
King's Quest V: Absence Make the Heart Go Yonder! (traduction littérale « L'absence fait chavirer le cœur ») est le cinquième volet de la série de jeux vidéo King's Quest, sorti sur PC en 1990 et adapté par la suite sur Amiga, Macintosh, FM-Towns et NES.

## Synopsis
Alors que le roi Graham était parti à la chasse, un maléfique sorcier fait disparaître le château de Daventry et tous ses occupants. Pour sauver son royaume, Graham doit ressusciter et maîtriser un pouvoir magique ancestral afin de faire face au sorcier.

## Système de jeu
Ce jeu est le premier opus de la série à être exclusivement en point'n click.
Il n'est plus nécessaire d'entrer les actions via une boîte de dialogue ; le joueur sélectionne une icône d'action pour se déplacer, pour voir ou toucher les éléments du décor, parler avec les PNJ ou utiliser un objet de l'inventaire.
Le principe du jeu reste un jeu d'énigmes qui se résolvent grâce à des objets ramassés ou obtenus par d'autres énigmes. Certains événements de la toute fin du jeu nécessitent des objets acquis tout au début, et si ces derniers ont été perdus ou n'ont pas été récupérés, le joueur doit recommencer le jeu depuis le début. Cela rend la difficulté du jeu particulièrement retorse.

## Graphismes
Le style graphique est un style en 2D, avec des environnements fixes et des éléments mobiles apposés par-dessus. Les développeurs ont mis l'accent sur le réalisme.

## Bande-son
Ce jeu a été doublé en anglais, mais la version française ne comporte que des boîtes de dialogue textuelles. La traduction présente d'ailleurs bon nombre de fautes.
Les tableaux sont généralement muets, seules les cinématiques bénéficient de musiques.

## Origine du titre
Le titre du jeu Absence makes the Heart Go Yonder! fait référence à l'expression anglaise Absence makes the Heart Go Weaker signifiant « Loin des yeux loin du cœur ».

## Accueil
| King's Quest V   |      |       |
| Média            | Nat. | Notes |
| Adventure Gamers | US   | 3/5   |
| Dragon Magazine  | US   | 4/5   |